# Doornroosje (musical)
Doornroosje is een musical van Studio 100, die in eerste instantie in België uitkwam, vervolgens door Nederland trok en later ook in het Efteling Theater werd opgevoerd. De première in Antwerpen vond plaats op 29 maart 2002, in de Koningin Elisabethzaal, de Nederlandse première speelde op 23 augustus 2002 in het Nieuwe Luxor Theater te Rotterdam, waarna Doornroosje op 1 november 2003 in première ging in het Efteling Theater. Hier speelde de musical tot 24 maart 2004. De musical trok in België 105.000 bezoekers.
Doornroosje is de vijfde musicalproductie van Studio 100 en tevens de eerste musical waarin K3 een rol speelde. Het is de derde Studio 100-musical die ook in Nederland te zien was.

## Verhaal
In het koninkrijk van Lodewijk Lekkerbek VII is een nieuw leven op aard gekomen: prinses Doornroosje. Iedereen is blij, en er wordt een groots geboortefeest georganiseerd, maar dan verschijnt de slechte fee Diadora ten tonele. Ze is kwaad omdat ze nooit wordt uitgenodigd op een feest van de koning, en als straf spreekt ze daarom een vloek uit over Doornroosje: op haar 18e verjaardag zal ze zich prikken aan een spinnewiel en sterven. Gelukkig weten de drie goede feeën dit te voorkomen, Doornroosje en de hele hofhouding zullen slechts 100 jaar slapen. 
Doornroosje zelf zal echter wakker gekust moeten worden door haar droomprins. Maar wie is dit: de prins aan wie ze is uitgehuwelijkt, of de knappe tuinman? Uiteindelijk maakt de ware haar wakker en ontwaakt ze uit haar 100 jaar lange slaap. Met hem treedt ze dan ook in het huwelijk. En ze leefden nog lang en gelukkig.

## Liedjes

### Songlist
Deel 1
1. Proloog
2. Nieuws van het kasteel
3. Geboortefeest
4. Toveren
5. Slecht, ik ben slecht
6. 10e verjaardag
7. Witje mijn duifje
8. De weddenschapsgospel
9. Spinnewielen
10. Morgen gaan we trouwen
11. Doornroosje trouwt
Deel 2
12. Jullie worden biggen
13. Word wakker
14. Prins Maurice
15. Hokus pokus dikke dokus
16. Jonathan & de draak
17. Eeuwig samen

## Programma
Acte / bedrijf I
- Ouverture
- Proloog

Theodoor, de verteller van het verhaal, leidt dit in door middel van een lied.
- Nieuws van het kasteel

Theodoor meldt de geboorte van prinses Doornroosje aan de dorpsbewoners.
- Geboortefeest

Gasten komen op bezoek in het kasteel en geven geschenken aan de nieuwe prinses.
- Toveren

De drie goede feeën komen op bezoek om hun geschenken aan de prinses te geven.
- Slecht, ik ben slecht...

De slechte fee Diadora komt kwaad ten tonele omdat ze niet is uitgenodigd, en vervloekt de prinses.
- 10e verjaardag

Gasten komen op bezoek om het verjaardagsfeest van Doornroosje te vieren, en Doornroosje wordt uitgehuwelijkt.
- Witje, mijn duifje

Prins Maurice heeft de lievelingsduif van Doornroosje, Witje, gedood.
- De weddenschapsgospel

Diadora weet zeker dat ze beter kan toveren dan de drie goede feeën, waardoor de feeën een weddenschap aangaan.
- Spinnewielen

De koning wil dat alle spinnewielen in het land worden verbrand om de vloek te voorkomen.
- Morgen gaan we trouwen

Doornroosje en Jonathan, de hovenier, zijn verliefd op elkaar, maar Doornroosje moet morgen verplicht trouwen met een ander.
- Doornroosje trouwt

Het huwelijk van Doornroosje en prins Maurice.
- Pauze

Theodoor kondigt een pauze aan.
Acte / bedrijf II
- Proloog 2

Theodoor gaat verder met het verhaal.
- Jullie worden biggen

Diadora verheugt zich erop dat ze de drie feeën in biggen mag veranderen.
- Word wakker!

Iedereen wordt wakker na 100 jaar, behalve Doornroosje...
- Prins Maurice

Prins Maurice vertelt dat hij de beste man ter wereld is
- Hokus pokus dikke dokus

De drie feeën treuren, het lijkt alsof ze de weddenschap hebben verloren.
- Reprise Jullie worden biggen

Diadora spot er nog maar eens mee dat de drie goede feeën in biggen zullen veranderen.
- Jonathan en de draak

Diadora stuurt een draak op Jonathan af, die hem wel zal moeten bevechten.
- Eeuwig samen

Doornroosje wordt wakker door de kus van haar geliefde: Jonathan.
- Reprise Toveren

De drie feeën zingen nogmaals "Toveren" om het verhaal af te sluiten.

## Nederland & België (2002 en 2003)
| Rol                            | België (2002) | Nederland (2002) | Nederland (2003) |
| ------------------------------ | --- | --- | --- |
| Doornroosje; Volksvrouw        | Free Souffriau | Free Souffriau | Annemieke van Dam |
| understudy                     | Hilde Weber | Grietje Vanderheijden | Wietske van Tongeren |
| Slechte Fee "Diadora"          | Anne Mie Gils | Betty Vermeulen | Betty Vermeulen |
| understudy                     | Nicky Langley | Wieneke Remmers | Kirsten Cools |
| Koning Lodewijk                | Koen Crucke | Nico Schaap | Piet Korteknie |
| understudy                     | Dimitri Verhoeven | Timo Bakker | Ron Boszhard |
| Koningin Isabelle              | 'Myriam Bronzwaar' | Nicky Langley | Nicky Langley |
| understudy                     | Kristien Coenen | Manon Novak | Aafke van der Mey |
| Verteller Theodoor             | Dimitri Verhoeven | Ron Boszhard | Ron Boszhard |
| understudy                     | Michaël Zanders | Michaël Zanders | Jacob Jan de Graaf |
| Prins Maurice; Herbergier      | Peter Thyssen | Albert Klein-Kranenburg | Peter Lusse / Ralf Grevelink |
| understudy                     | Jan Vandeloo | Thomasj Vets | Gerben Grimmius |
| Jonathan; Herbergiershulpje    | Davy Gilles | Addo Kruizinga | Remko Harms / Jamai Loman |
| understudy                     | Jurgen Stein | Gert-Jan Heuvelmans | Richard Sprokkereef |
| Koning Florent; Dorpsgek       | Michele Tesoro | Etienne van Geel | Etienne van Geel |
| understudy                     | Christophe Haddad | Gert-Jan Heuvelmans | Bas Timmer |
| Koninging Prudence; Volksvrouw | Kristien Coenen | Elise De Vliegher | Aafke van der Mey |
| understudy                     | Tine Brouwers | Tine Brouwers | Mirthe Bron |
| Goede Fee Kristella            | Kristel Verbeke | An Vanderstighelen | Silvia Robbemont |
| understudy                     | Hilde Weber | Grietje Vanderheijden | Thirza Solcer |
| Goede Fee Karamella            | Karen Damen | Wieneke Remmers | Kirsten Cools |
| understudy                     | Marscha de Haan | Petra Hanskens | Petra Hanskens |
| Goede Fee Kathalenia           | Kathleen Aerts | Annemieke van der Ploeg | Wietske van Tongeren |
| understudy                     | Hilde Weber | Marscha de Haan | Charissa Soentpiet |
| Ensemble                       | Jan Vandeloo (Baron), Nicky Langley (Barones), Jurgen Stein (Graaf), Hilde Weber (Gravin; Bakkersvrouw), Luk Moens (Markies, Kleermaker), Marscha de Haan (Markiezin, Volskvrouw, Big), Christophe Haddad (Bakker, Lakei, Duivel), Steven Savelkouls (Slager, Lakei, Duivel), Michaël Zanders (Kruidenier, Lakei), Paco Garcia (Handelaar, Lakei), Petra Hanskens (Hofdame, Big), Tiny Brouwers (Nanny, Big). | Jan Vandeloo (Baron), Petra Hanskens (Barones, Big), Michaël Zanders (Graaf), Manon Novak (Gravin; Bakkersvrouw), Luk Moens (Markies; Kleermaker), Marscha de Haan (Markiezin, Big, Volksvrouw), Gert-Jan Heuvelmans (Bakker; Lakei), Thomasj Vets (Slager, Lakei, Duivel), Yannick Baetens (Handelaar, Lakei, Duivel), Grietje Vanderheijden (Hofdame), Tine Brouwers (Nanny, Big), Allison Spalding (Swing), Erwin Aarts (Swing) | Gerben Grimmius (Baron), Thirza Solcer (Barones, Big), Bas Timmer (Graaf), Charissa Soentpiet (Gravin; Bakkersvrouw), Jacob Jan de Graaf (Markies; Kleermaker), Mirthe Bron (Markiezin, Big, Volksvrouw), Richard Sprokkereef (Bakker; Lakei), Frank Beurskens (Slager, Lakei, Duivel), Robert Lissone/Yannick Baetens (Handelaar, Lakei, Duivel), Grietje Vanderheijden (Hofdame), Francis van Druten (Nanny, Big), Petra Hanskens (Swing), Jan Vandeloo (Swing) |
| Kleine Doornroosje             | Stefanie Schaekers, Stefanie Goos, Lien de Cat, Charlotte Campion | Joëlle de Ronde, Gaby Knol, Wytske Mullenders, Leandra Schouwenaars, Stefanie Schaekers, Stefanie Goos, Charlotte Campion, Jennifer Welts, Robin Schoonheyt, Thaina Heremans, Esra Joustra, Tamara Slijkhuis en Yasmeen Maarseveen. | Jennifer Welts, Joëlle de Ronde, Kristie Habraken, Kelly van Rijbroek, Naomi Boszhard, Bo van de Ven, Leandra Schouwenaars, Jolijn Henneman, Hansje Welbergen, Iris Wiegers en Jill Reijnen. |
| Kleine Jonathan                | Rob Teuwen, Stef Aerts, Thomas van Goethem | Jordy Maarseveen, Ryan Beekhuizen, Pim Wessels, Jeroen Heiliegers, Stef Aerts, Rob Teuwen, Brendan James Clare, Pepijn Blatter, Christian van Eijkelenburg, Thomas van Goethem, Jens de Wit en Jordi van der Laan. | Ryan Beekhuizen, Daan Cohen, Brent Pannier, Mathijs Luijten, Pepijn Blatter, Bart vander Wetering, Eppo Zeegers, Wytse de Haan, Arnold de Roy, en Joep Ebbing. |
| Kleine Maurice                 | Michel Verheyden, Thomas van Praet, Bastien Van Houdt | Thomas de Heide, Mart Hulshof, Wesley Faaij, Lukas Deroo, Michel Verheyden, Thomas van Praet, Joris Schuurmans, Clemens Levert, Bastien van Houdt, Remco Brouwer, Tijmen Loots en Billy ZomerdijkTom Hendriks, Mart Hulshof, Wesley Faaij, Joris Schuurmans, Clemens Levert, Bram Walter, Bowie Faas, Bastiaan vander Palen, Lorenz T'Syen en Kees Martin.                                                                         | Tom Hendriks, Mart Hulshof, Wesley Faaij, Joris Schuurmans, Clemens Levert, Bram Walter, Bowie Faas, Bastiaan vander Palen, Lorenz T'Syen en Kees Martin. |

## Crew

### België (2002)
- Regie - Gert Verhulst
- Muziek - Johan Vanden Eede
- Tekst - Hans Bourlon; Danny Verbiest; Gert Verhulst
- Dialogen - Walter Van de Velde
- Koor- en orkestleiding - Steven Mintjens
- Choreografie en enscenering - Martin Michel
- Regie-assistent en casting - Chris Corens
- Kostuums - Arno Bremers
- Make-up en pruiken - Harold Mertens
- Decor - Piet De Koninck; Hartwig Dobbertin
- Licht - Luc Peumans
- Geluid - Walter Rothe

### Nederland (2003)
- Regie - Jasper Verheugd
- Muziek - Johan Vanden Eede
- Tekst - Hans Bourlon; Danny Verbiest; Gert Verhulst
- Dialogen - Walter Van de Velde
- Koor- en orkestleiding - Steven Mintjens
- Choreografie en enscenering - Martin Michel
- Regie-assistent en casting - Chris Corens
- Kostuums - Arno Bremers
- Make-up en pruiken - Harold Mertens
- Decor - Piet De Koninck; Hartwig Dobbertin
- Licht - Luc Peumans
- Geluid - Walter Rothe

## Trivia
- Naast Doornroosje speelde K3 ook mee in de musicals De 3 Biggetjes (2003, 2007 en 2024) en Alice in Wonderland (2011). Doornroosje was de enige van deze drie musicals waarin de meisjes van K3 slechts een bijrol vertolkten. In de twee andere musicals speelden zij de hoofdrollen.
- Peter Thyssen, die de rol van Prins Maurice vertolkte in de Vlaamse versie van 2002, hernam deze rol bij de Studio 100 Sing Along in 2024, door het nummer Prins Maurice ten gehore te brengen.

'14-'18 · '40-'45 (België) · '40-'45 (Nederland) · 1830 · De 3 Biggetjes · 3 Musketiers · Aida · Albert I · Alice in Wonderland · A xXxmas Carola · Anatevka · Assepoester · Belle en het Beest · Billie Holiday · Bloedbroeders · The Bodyguard · Cabaret · Camelot · Cats · Chicago · Ciske de Rat · Cyrano de Bergerac · De Schone van Boskoop · Daens · Damiaan · Dirty Dancing · Doe Maar! · Domino · Doornroosje · Dracula · Drood · Elisabeth · Evita · Fame · De Finale · Flashdance · Foxtrot · Goodbye, Norma Jeane · Grease · Hair · High School Musical · De Jantjes · Jeanne d'Arc · Jekyll & Hyde · Jersey Boys · Jesus Christ Superstar · Kadanza · De kleine zeemeermin · Koning van Katoren · Kruimeltje · Kuifje: De Zonnetempel · Kunt u mij de weg naar Hamelen vertellen, mijnheer? · The Last Five Years · Lelies · The Lion King · The Little Mermaid · Love Story · Lover of Loser · Mamma Mia! · De man van La Mancha · Marie-Antoinette · Mary Poppins · Les Misérables · Miss Saigon · Moulin Rouge! De Musical · Muerto! · De Muze van Rubens · My Fair Lady · On Your Feet! · Op hoop van Zegen · Oorlogswinter · The Passion · Pauline & Paulette · The Phantom of the Opera · Pinokkio · Red Star Line · Rembrandt · Robin Hood · Romeo en Julia, van Haat tot Liefde · De Rozenoorlog · Rubens · Shhh...it happens! · Shrek · Soldaat van Oranje · Spring Awakening · De sprookjesmusical Klaas Vaak · Sneeuwwitje · The Sound of Music · Tarzan · Titanic · Turks fruit · Urinetown · De Vliegende Hollander · Wat Zien Ik?! · Wicked · The Wild Party · Willem & Frieda: Roze Verzet · The Wiz · Wickie de viking de musical
    Portaal Musical